# Enric de Nèustria
Enric de Nèustria fou un noble franc de la família dels Popònides, instal·lat a Frància Oriental (després els Babenberg). La seva esposa va ser probablement Ingeltruda, filla del marquès Eberard de Friül, i de Gisela (filla de Lluís el Pietós). Va tenir quatre fills: Hedwigis (nascuda cap a 850/855, casada amb Otó I de Saxònia l'Il·lustre); Adalbert (executat el 9 de juny de 906); Enric (mort vers 902 o 903); i Adalard (executat el 903). D'altra banda fou de manera quasi segura el pare o sogre de Berenguer II de Nèustria, marquès de Nèustria i comte de Bayeux.
Vivia en el cercle de l'emperador Carles el Gras, que va reconstituir l'Imperi de Carlemany sota la seva autoritat el 885, de manera que a la mort de Ragenold, marquès de Nèustria, va ser a Enric a qui l'emperador va confiar aquest govern el 886 en quedar la marca vacant, encarregant-li defensar el territori contra les incursions normandes. En aquesta època hi havia dues marques a Nèustria, una per fer front als normands a la zona fronterera de Normandia, i una altra a la frontera amb Bretanya; fou la primera la que va rebre Enric.
Després d'haver combatut el 885 contra els normands i haver destruït els seus establiments a Frísia, el 886 va anar en socors de París, assetjada pels normands, però va ser mort en els combats. Carles el Gros es va retirar, deixant als vikings saquejar Borgonya, i París no va ser salvada més que per la defensa organitzada pel bisbe Gauzlí (fill de Rorogó I del Maine) en la que es va destacar el comte Eudes o Odo.